# Benue
Benue (tudi Bénoué) je večja reka v Kamerunu in Nigeriji. Zaradi dolžine (1.400 km), globoke ter široke struge in obilnih dotokov predstavlja pomembno transportno pot v teh dveh državah. 
Izvira iz planote Adamawa na severu Kameruna, od koder teče proti zahodu, prečka mesto Garoua, prestopi mejo v Nigerijo južno od mandarških gora, teče mimo Yole, Ibija in Makurdija, nato pa se pri Lakoji izlije v reko Niger.
Benue je pomembna tudi zaradi oskrbe jezera Čad. V samo reko se zlivajo tri druge reke: Majo-Kebbi, Taraba in Katsina-Ala.